# Trimalcione
Gaio Pompeo Trimalcione Mecenaziano, (in latino Gaius Pompeius Trimalchio Maecenatianus) detto semplicemente Trimalcione o anche Trimalchione, è un personaggio immaginario del Satyricon di Petronio, e in particolare del lungo episodio che da lui prende il nome, la Cena Trimalchionis.

## Origine del nome
Il nome Trimalchione, in latino Trimalchio, è composto dal prefisso greco τρίς ("tre") e dalla radice semitica מלך melech ("re"), resa nella sua forma occidentale e latinizzata di malchio o malchus, traducibile dunque alla lettera come "Tre volte re" o - nella più generica forma superlativa - "Grandissimo re", e stante perciò ad esemplificare la sconfinata ricchezza del personaggio (tuttavia, non è sicuro che Petronio conoscesse il significato del nome).
I nomi Pompeo e Mecenaziano, invece, sembrano alludere alla figure di Gneo Pompeo Magno e Gaio Cilnio Mecenate, ciò a voler concorrere nell'evidenziarne ulteriormente il carattere superbo e ostentoso.

## Il personaggio
L'opera di Petronio è molto realistica, e questo consente di collocare con verosimiglianza la vita immaginaria di Trimalcione nel contesto della società romana del I secolo d.C.

### La vita
Nell'opera, è Trimalcione stesso a raccontare molti episodi della propria vita. Schiavo originario dell'Asia Minore, viene portato a Roma e acquistato da un ricco signore, che fa di lui il suo schiavo di fiducia. Il padrone, anziano e ormai prossimo alla morte, lo libera e lo rende uno dei beneficiari della sua fortuna, dandogliene parte in eredità; grazie a ciò Trimalcione diventa un liberto.
Non appena in possesso delle ricchezze ricevute, Trimalcione vende le proprietà per ricavarne denaro. Propenso a scegliere il commercio marittimo per arricchirsi, si fa costruire una serie di navi di sua proprietà; noleggiarle, infatti, lo avrebbe messo nella condizione di subire una perdita troppo grande in caso di affondamento, motivo per cui decide di essere l'unico proprietario e beneficiario del ricavato dell'attività.
La sua prima esperienza lo vede in perdita: le prime cinque navi salpate affondano, causando la dispersione di tutto il loro carico di vino pregiato, nonché una perdita di trentamila sesterzi. Nonostante il primo fallimento, Trimalcione fa costruire un'altra serie di navi, più belle e più grandi, caricandole di un numero ancora maggiore di beni: tra questi schiavi, vino, lardo, fave e profumi.
Gli affari proseguono bene, al punto da renderlo un uomo molto ricco, con un ricavato pari a circa diecimila sesterzi per ogni viaggio. Appena riacquistata la fortuna originaria, Trimalcione rinuncia all'attività marittima per dedicarsi all'acquisto di appezzamenti terrieri: in poco tempo, riesce a comprare molti terreni nell'Italia meridionale. In uno di questi si fa costruire una grande casa, comprando schiavi e cominciando così a crearsi un vero e proprio impero economico.
All'interno dell'opera, a questo proposito, l'abilità di arricchirsi che Trimalcione vanta viene resa attraverso l'espressione di lui che fa diventare un “favo” tutto ciò che tocca: l'immagine del favo, e quindi del miele, vuole rimandare all'idea dell'oro e della ricchezza. Al momento dell'azione raccontata nel romanzo, Trimalcione vive e prende beni solo dalle sue terre: "Possiede tenute così estese che sopra ci volano i nibbi, soldi su soldi”. Ritrovatosi con "un patrimonio favoloso", è sicuro fino alla fine dei suoi giorni.

### Il rapporto con la schiavitù
Secondo la ricostruzione di Paul Veyne, Trimalcione nel romanzo non racconta il modo in cui è diventato schiavo e non fornisce informazioni sui suoi genitori e sulla propria patria. Alla base di questo disinteresse si trova verosimilmente lo sradicamento dalla patria, ma anche la spinta ad allontanarsi dalle proprie origini.
In effetti, Trimalcione dichiara a un certo punto di essersi fatto schiavo volontariamente: «Io sono figlio di re! "Ma allora perché hai fatto lo schiavo?", mi dirai: perché mi sono fatto schiavo di mia iniziativa e ho preferito essere cittadino piuttosto che tributario di Roma». Tuttavia, questa dichiarazione viene interpretata da Veyne come una battuta e un modo per evocare uno stato sociale superiore. È però vero che all'epoca, per un asiatico di bassa condizione sociale, uno dei pochi modi per diventare cittadino romano era rendersi uno schiavo per poi diventare un liberto.
Trimalcione, comunque, era stato comprato da un uomo di alto ceto sociale: nella dimora del suo padrone conduceva una vita completamente inserita nel contesto della familia, e non gli venivano assegnati lavori pesanti. La domesticità era ordinata gerarchicamente mediante un'organizzazione di differenti funzioni che lasciava spazio a persone ambiziose e tenaci, decise a conquistarsi un buon posto tra i servitori domestici. "Mi sono dato da fare per accontentare il mio padrone, un pezzo da novanta e distinto", dice appunto Trimalcione; "E dentro casa avevo gente pronta a sgambettarmi chi di qua e chi di là; tuttavia, grazie al mio genio tutelare - sono riuscito a rimanere a galla".
Trimalcione, parlando del suo passato da schiavo, delinea la sua personalità come quella di un ragazzo determinato, dotato di furbizia e intelligenza, a tal punto da farsi prima notare e successivamente ben volere dai suoi padroni. Per spianarsi ulteriormente la strada, inoltre, racconta di aver preso lezioni di istruzione pratica, di aver imparato a leggere e "a fare di conto": tutte prerogative che agli occhi dei suoi padroni lo hanno innalzato, aumentando la loro fiducia nei suoi confronti. In questo modo, riesce a scalare rapidamente i ranghi della gerarchia dei subordinati, fino a diventare il tesoriere del suo capo.
Da questo momento, per Trimalcione inizia l'ascesa, come sottolineano le sue parole: "Come dio vuole, in casa diventai il signore e in quattro e quattr'otto feci il lavaggio del cervello al padrone. Per farla breve, mi fece coerede con l'imperatore e ricevetti un patrimonio favoloso". La morte del padrone porta Trimalcione alla conquista non solo della libertà, ma anche di una notevole emancipazione economica, che frutterà molto in poco tempo: i suoi possedimenti, infatti, arrivano a toccare un valore di trenta milioni di sesterzi. Trimalcione mostra inoltre un profondo rispetto e un sentito riconoscimento per il suo padrone: "Riposino in pace le ossa del mio patrono, che mi fece essere uomo tra gli uomini."
Un paradosso che si fa spazio all'interno del Satyricon è identificabile nel fatto che Trimalcione non prova alcun sentimento di vergogna o di disagio nel parlare della sua vita da schiavo. Al contrario, per lui è importante assicurarsi che tutte le persone all'interno della sua casa lo sappiano, volontà che viene confermata dal fatto che la sua vecchia condizione di schiavo è raffigurata all'interno di un grande dipinto a muro che raffigura i momenti e simboli più importanti della sua vita.

## La figura dell'amasio e la discendenza di Trimalcione

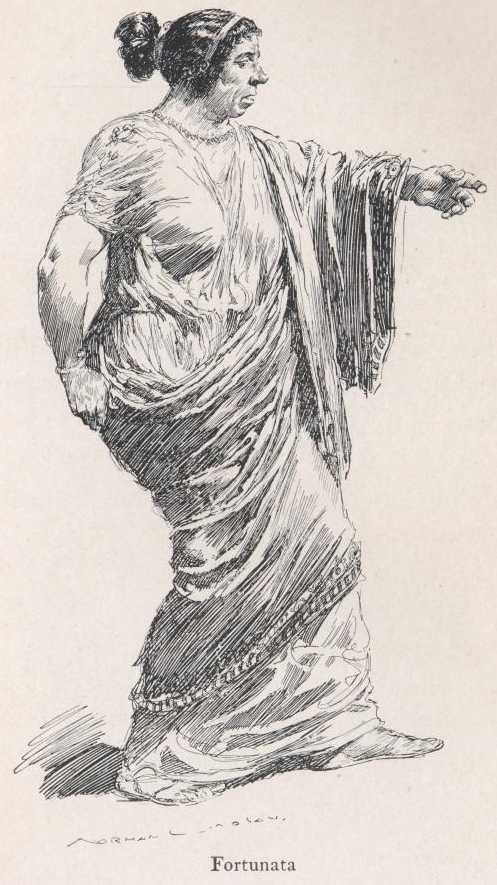
Fortunata, moglie di Trimalcione, in un'illustrazione di Norman Lindsay

Trimalcione, all'interno del Satyricon, introduce la figura dell'amasio (o amante adolescente), facendo riferimento alla sua diretta esperienza: "com'è e come non è, quando avevo quattordici anni, divenni l'amasio del mio padrone. Non c'è niente di male a fare quel che il padrone comanda. Tuttavia facevo contenta anche la padrona. Voi sapete cosa intendo dire: sto zitto, perché non sono uno che si dà arie".
La figura dell'amasio era rappresentata da quello che fra tutti era il servo di fiducia, il preferito del padrone. Quest'ultimo, inoltre, non trattava lo schiavo come tale, bensì gli concedeva un ruolo privilegiato, specialmente perché gli veniva concesso di prendere parte alle questioni personali e intime del padrone e della famiglia in generale. 
A questo proposito, è da notare il fatto che l'amasio intratteneva relazioni con i propri padroni sia uomini sia donne, particolare che anche Trimalcione tiene a sottolineare come parte della sua personale esperienza domestica.
Proprio all'interno della cena, Trimalcione e sua moglie Fortunata rappresentano l'emblema di questo gusto. Anche Trimalcione, infatti, ha un suo amasio, un ragazzino giovane che gode di privilegi insieme al suo padrone, come quello di essere trasportato all'interno del triclinio con lui. All'ingresso in sala del suo amasio, "un valletto niente male (...) Trimalcione gli si gettò addosso e prese a ricoprirlo di baci".
In realtà, Trimalcione ha un atteggiamento protettivo nei confronti di alcuni servi, motivo per cui il padrone di casa si infuria molto di fronte alle riprese e alle offese della moglie Fortunata, infastidita dagli atteggiamenti e dagli approcci fisici del marito con il servo appena entrato. Da questo episodio nasce quella che, iniziata come una discussione piuttosto pacifica, diventa una lite furiosa tra i due coniugi quando lei lo chiama "Cane". Trimalcione, sentendo minata la sua integrità morale, attacca allora la moglie rinfacciandole davanti a tutti la sua sterilità, problema per il quale il patrimonio di Trimalcione non ha modo di essere ereditato da nessun figlio.
I servi nati in casa, viceversa, erano spesso cari al padrone e ricoprivano ruoli meno pesanti rispetto ai classici servi. Il comportamento amicale e la dedizione che Trimalcione dimostra nei confronti di questi servi trovano le loro radici proprio nel passato dello stesso padrone di casa: quest'ultimo, infatti, non ha svolto solamente il ruolo del servo per i suoi padroni, che non avevano figli, ma ha ricoperto per loro anche un ruolo affettivo e filiale importante, che, come era usuale per famiglie di padroni senza figli, l'ha portato poi a ricevere una parte del loro patrimonio in eredità.

## Cena di Trimalcione

### Introduzione
Il personaggio di Trimalcione viene presentato soprattutto all’interno della cena che rappresenta indubbiamente l’episodio più celebre del frammentario Satyricon e costituisce la parte centrale della sezione del romanzo che è giunta fino a noi.
I tre personaggi principali del Satyricon, Encolpio, Ascilto e Gitone, vengono invitati dall’oratore Agamennone, già incontrato nella prima parte del romanzo, alla cena di Trimalcione, alla quale parteciperanno altri liberti arricchiti.
Anche nel romanzo completo probabilmente la cena rappresentava una parte fondamentale e questo per una motivazione tematica: nella tradizione letteraria di cui Petronio faceva parte, infatti, il tema della cena è un episodio singolo perfetto per sviluppare un intero romanzo, o comunque da isolare per creare un racconto a sé stante. È altamente probabile che, attingendo al bacino tematico del momento conviviale della cena, Petronio avesse in mente il genere delle "satire a cena" di Orazio, da cui prese ispirazione.
La cena inizia al paragrafo 7 del capitolo 26, dopo una lacuna testuale. L'introduzione all'episodio della cena è rapidissimo: dal rito di Quartilla, scena precedente, i protagonisti si ritrovano subito all'interno della casa di Trimalcione dove tutto è orchestrato dal padrone con il preciso scopo di mostrare ai suoi ospiti quello che può permettersi, ostentandolo per mezzo di continui spettacoli e messe in scena.
Ai tempi dei Romani, era usanza nota che le cene organizzate da ricchi signori iniziassero già dal pomeriggio, e venissero perciò precedute da un momento ricreativo che il padrone di casa trascorreva assieme ai suoi ospiti nei bagni pubblici o nelle terme. Trimalcione non viene meno a questa usanza, ma a differenza di quella che era la normalità, ovvero trascorrere questo momento nei bagni pubblici, lui è talmente ricco che organizza la stessa iniziativa nei suoi bagni privati.
Proprio in questo luogo, poi, ha inizio l'episodio della cena, che è raccontata dall'inizio alla fine dal narratore "mitomane" Encolpio, il quale, nel corso della cena, passa da un iniziale atteggiamento di pura curiosità e di ammirazione per le cose che vede (sempre descritte nei particolari), a uno sguardo che, sul finale, è quasi nauseato dalle numerose messe in scena a cui è costretto ad assistere e partecipare per non mancare di rispetto al padrone di casa.
Trimalcione si presenta come un uomo anziano calvo (vestito con una tunica color rosso vivo, che designava ricchezza e prestigio), adorno di anelli e gioielli, circondato da schiavi.

### Gli eventi nella stanza del triclinio
Con il capitolo 30 gli invitati entrano nella stanza del triclinio, nella quale sono presenti i letti triclini nei quali i Romani si sdraiavano e mangiavano. Il letto aveva di norma tre posti ed era considerato inelegante sistemarvi più di tre persone. Dal testo si deducono i posti a tavola nella cena di Trimalcione: Trimalcione occupa il primo posto del primo letto, summus in summo, al contrario dell'usanza consueta, che destinava al padrone il primo posto del terzo letto, summus in imo. All'ospite di riguardo, in questo caso Abinna, era invece riservato il terzo posto del secondo letto, imus in medio (o posto d'onore), che verrà occupato solo al suo arrivo, sul finale della cena. Fortunata e Scintilla, moglie di Abinna, invece si trovavano assieme all'interno del summus in imo.
Nel capitolo 31, la cena ha inizio con la prima portata, quella dell'antipasto: durante questo capitolo Trimalcione non ha ancora preso parte al banchetto, anche se, data l'organizzazione così vistosa, finisce per essere una presenza incombente all'interno della cena, che trasuda di ostentazioni materiali. Dopo essersi unito ai suoi convitati e dopo aver servito le scenografiche pietanze ai vari ospiti, i quali lodano qualsiasi cosa egli faccia, Trimalcione passa a descrivere la Girandola dei Segni zodiacali. Egli ritiene di essere nato sotto il segno del Cancro, in quanto possiede molti poderi, ville, schiavi, ricchezze e vini pregiati . Intanto le portate vengono servite, sebbene con qualche intoppo dei servitori. Trimalcione vorrebbe punire severamente gli sbagli degli inferiori come le vecchie regole romane comandano, ma gli amici presenti alla cena lo fermano subito in coro.
Con il capitolo 37 entrano in scena gli altri invitati della cena, e fra di loro la figura più importante è la moglie di Trimalcione, Fortunata: personaggio che si presenta all'interno del triclinio saltellando tra gli ospiti, probabilmente con il fine di assicurarsi che tutti si stiano godendo la cena ma che, ancor di più, stiano facendo conversazione mantenendo un occhio attento nei confronti di ciò che il marito ha accuratamente organizzato per fare sfoggio delle loro ricchezze. Fortunata è descritta come "l'occhio destro di Trimalcione" ed è colei che è incaricata dell'amministrazione dell'economia della famiglia. Rappresenta la caricatura della matrona romana, e viene descritta con queste parole da un convitato di nome Ermerote, dopo essere stato interpellato da Encolpio, curioso di sapere chi fosse la donna: "è astemia e non ama le gozzoviglie, è di buoni principi, ha però una brutta lingua, proprio una gazza da salotto". A questo punto Trimalcione deve abbandonare la sala del triclinio per un'impellenza fisica.
Tornato in sala, Trimalcione inizia a declamare alcuni versi assieme all'ospite Agamennone. Trimalcione fa confusione tra i vari elementi mitologici e storici che sono alla base dell'istruzione classica. Degrada Agamennone chiedendo di raccontare le fatiche di Ercole, dando mostra di tutta la sua ignoranza contaminando i miti con i suoi imprecisi ricordi dei testi omerici: Trimalcione racconta l'episodio del Ciclope ammettendo fermamente che Ulisse, nella grotta di Polifemo, si sia fatto mutilare il dito dal Ciclope per rompere un incantesimo. Successivamente cita anche la Sibilla cumana e qui ci sono due possibili riferimenti: la prima vicino a dove effettivamente doveva essere in svolgimento la cena quindi Cuma in Campania, e la seconda che si tratti della Sibilla localizzata in Asia minore, la regione da cui Trimalcione proviene. Tutti lo applaudono con clamore, lodandolo al pari dell'Imperatore perché Trimalcione non ha degli invitati ma prima di tutto degli spettatori e in secondo luogo amici e convitati.
Con il capitolo 65 si ha l'ingresso a sorpresa di un ospite speciale rispetto agli altri invitati, Abinna. Abinna e Trimalcione si conoscono da tempo ed entrambi sono seviri. Inoltre Abinna è l'impresario di pompe funebri di Trimalcione che gli ha commissionato il compito della costruzione della sua tomba dato che è ossessionato dalla morte e crede nella vita dopo la morte.
Inizia la fase conclusiva della cena, con la descrizione della colossale tomba: Trimalcione vuole che il suo monumento funebre sia grande trenta per sessanta metri circondato da frutteti e vigneti. Richiede inoltre che sulla tomba siano raffigurate navi che navigano a gonfie vele, perché la sua vita procede in questo modo, e sé stesso seduto, con una toga con il bordo porpora e cinque anelli d'oro nelle dita, mentre elargisce monete d'oro.
Sullo sfondo Trimlacione vuole poi delle corone di fiori, dei profumi che sono simbolo di ricchezza e tutte le battaglie di Petraite, visto come il prototipo del gladiatore.
Infine, anfore di vino tra cui una rotta con un valletto che si dispera. Questa scena è stata descritta nel corso di libro e viene interpretata da Trimalcione come un brindisi al suo nome. In mezzo una meridiana, così tutte le persone guarderanno almeno una volta la tomba per leggere l'ora. Come fa con la cena, Trimalcione vuole infatti esercitare il proprio potere per essere al centro dell'attenzione anche se morto.
Dopo aver fatto ciò Trimalcione agguanta il suo amasio e lo bacia in bocca avidamente, suscitando le ire della moglie Fortunata, che lo colpisce. Trimalcione a sua volta le rinfaccia la sua sterilità e le getta un bicchiere d'oro in faccia, facendola scoppiare in urla di dolore, che verranno consolate da Scintilla, moglie di Abinna.
Sul finale il canto del gallo lancia un segnale di sventura: inizia così una grande confusione tra schiamazzi e canti. Trimalcione arriva al limite mettendo in scena il proprio funerale con tanto di accompagnamento musicale. I vigili, chiamati proprio dal frastuono della musica, accorrono pensando che ci sia un incendio in atto anche se nulla stava andando a fuoco. Encolpio, Ascilto e Gitone scappano finalmente da questa trappola dopo vari tentativi di fuga.

## IlSatyriconnella cinematografia
- Fellini Satyricon di Federico Fellini (1968)
- Satyricon di Gian Luigi Polidoro (1969)
- Satiricosissimo di Mariano Laurenti (1970)